# Francisco de Pina e Melo

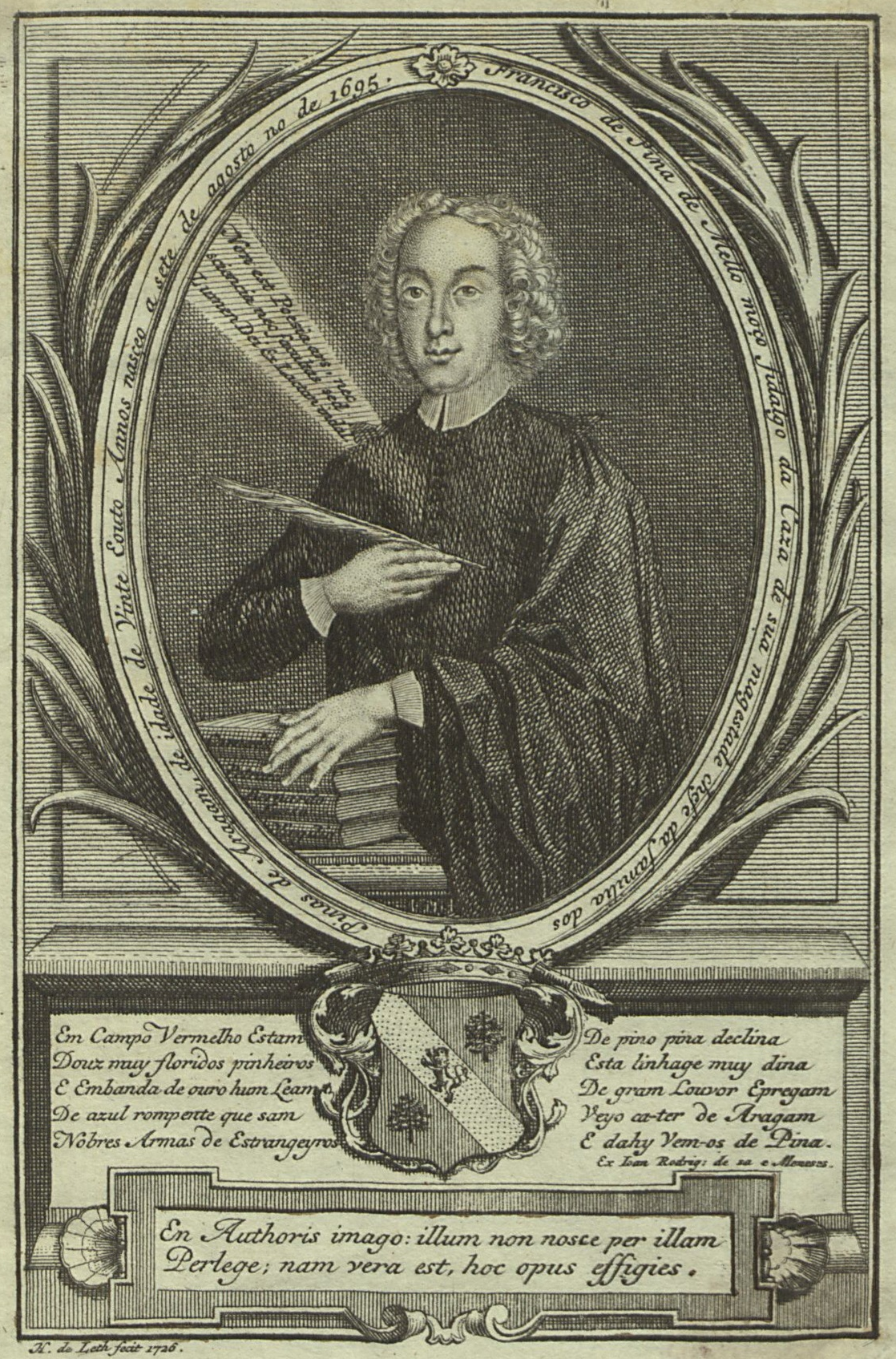
Francisco de Pina e Melo

Francisco de Pina e Melo (Montemor-o-Velho, 7 de agosto de 1695 – 22 de outubro de 1773 (78 anos)) foi um poeta e escritor português.
Estudou filosofia na Universidade de Coimbra. Manteve correspondência com grandes autores e políticos da época. Era conhecido como Corvo do Mondego, devido a sua obscuridade e polemismo. Sua poesia é considerada como de transição entre o Barroco e o Neoclassicismo, pelo qual foi influenciado durante a viagem que fez à França em 1753 e 1754. Nos últimos anos de sua vida, dedicou-se à teoria poética e à retórica.

## Obra
- 1727 – Rimas
- 1752 – Balança Intelectual
- 1755 – A Bucólica
- 1756 – O triunfo da religião
- 1756 – Ao Terremoto do 1º de Novembro de 1755
- 1759 – A Conquista de Goa[3]